# 尾崎麟太郎
尾崎 麟太郎（おざき りんたろう、1864年9月11日（元治元年8月11日）- 1917年（大正6年）3月25日）は、明治から大正期の実業家、政治家、華族。従四位勲四等。貴族院男爵議員。

## 経歴
土佐藩士・尾崎忠治の長男として生まれる。父の死去に伴い、1905年（明治38年）10月、家督を継承し、同年11月6日、男爵を襲爵した。
東京帝国大学法科大学を修了。1883年（明治16年）前橋始審裁判所書記に就任。ほどなく退官して、日本銀行文書局書記、同検査役、都銀行取締役などを務めた。1911年（明治44年）7月10日、貴族院男爵議員に選出され、死去するまで在任した。
1917年3月、神奈川県鎌倉郡鎌倉町長谷の私邸で療養中に死去した。

## 親族
- 妻 尾崎亀久衛（きくえ、旧土佐藩士・山田元彦長女）[1]
- 養子・甥 尾崎忠孝（男爵、弟・郁次郎長男）[1]